# Plein
 Plein là một đô thị ở huyện Bernkastel-Wittlich, trong bang Rheinland-Pfalz, Đô thị Plein có diện tích 7,22 km², dân số thời điểm ngày 31 tháng 12 năm 2006 là 664 người.